# Lijst van nummer 1-albums in de Billboard 200 in 2010
Onderstaande albums stonden in 2010 op nummer 1 in de Billboard 200, de bekendste Amerikaanse albumlijst.
| Datum        | Artiest           | Titel                                       |
| ------------ | ----------------- | ------------------------------------------- |
| 2 januari    | Susan Boyle       | I dreamed a dream                           |
| 9 januari    | Susan Boyle       | I dreamed a dream                           |
| 16 januari   | Susan Boyle       | I dreamed a dream                           |
| 23 januari   | Ke$ha             | Animal                                      |
| 30 januari   | Vampire Weekend   | Contra                                      |
| 6 februari   | Various Artists   | Hope for Haiti now                          |
| 13 februari  | Lady Antebellum   | Need you now                                |
| 20 februari  | Lady Antebellum   | Need you now                                |
| 27 februari  | Sade              | Soldier of Love                             |
| 6 maart      | Sade              | Soldier of love                             |
| 13 maart     | Sade              | Soldier of love                             |
| 20 maart     | Lady Antebellum   | Need you now                                |
| 27 maart     | Ludacris          | Battle of the sexes                         |
| 3 april      | Lady Antebellum   | Need you now                                |
| 10 april     | Justin Bieber     | My worlds 2.0                               |
| 17 april     | Usher             | Raymond v Raymond                           |
| 24 april     | Justin Bieber     | My worlds 2.0                               |
| 1 mei        | Justin Bieber     | My worlds 2.0                               |
| 8 mei        | Glee Cast         | Glee: The Music, The Power of Madonna       |
| 15 mei       | B.o.B             | B.o.B presents: the adventures of Bobby Ray |
| 22 mei       | Godsmack          | The Oracle                                  |
| 29 mei       | Justin Bieber     | My worlds 2.0                               |
| 5 juni       | Glee Cast         | Glee: The Music, Volume 3 Showstoppers      |
| 12 juni      | Glee Cast         | Glee: the music, volume 3: showstoppers     |
| 19 juni      | Jack Hohnson      | To the Sea                                  |
| 26 juni      | Glee Cast         | Glee: The Music, Journey to Regionals       |
| 3 juli       | Drake             | Thank Me Later                              |
| 10 juli      | Eminem            | Recovery                                    |
| 17 juli      | Eminem            | Recovery                                    |
| 24 juli      | Eminem            | Recovery                                    |
| 31 juli      | Eminem            | Recovery                                    |
| 7 augustus   | Eminem            | Recovery                                    |
| 14 augustus  | Avenged Sevenfold | Nightmare                                   |
| 21 augustus  | Arcade Fire       | The Suburbs                                 |
| 28 augustus  | Eminem            | Recovery                                    |
| 4 september  | Eminem            | Recovery                                    |
| 11 september | Katy Perry        | Teenage dream                               |
| 18 september | Disturbed         | Asylum                                      |
| 25 september | Sara Bareilles    | Kaleidoscope Heart                          |
| 2 oktober    | Linkin Park       | A Thousand Suns                             |
| 9 oktober    | Zac Brown Band    | You get what you give                       |
| 16 oktober   | Kenny Chesney     | Hemingway's Whiskey                         |
| 23 oktober   | Toby Keith        | Bullets in a Gun                            |
| 30 oktober   | Lil' Wayne        | I am not a human being                      |
| 6 november   | Sugarland         | The Incredible Machine                      |
| 13 november  | Taylor Swift      | Speak now                                   |
| 20 november  | Taylor Swift      | Speak now                                   |
| 27 november  | Susan Boyle       | The Gift                                    |
| 4 december   | Susan Boyle       | The gift                                    |
| 11 december  | Kanye West        | My Beautiful Dark Twisted Fantasy           |
| 18 december  | Susan Boyle       | The gift                                    |
| 25 december  | Susan Boyle       | The gift                                    |

1945 ·
1946 ·
1947 ·
1948 ·
1949 ·
1950 ·
1951 ·
1952 ·
1953 ·
1954 ·
1955 ·
1956 ·
1957 ·
1958 ·
1959 ·
1960 ·
1961 ·
1962 ·
1963 ·
1964 ·
1965 ·
1966 ·
1967 ·
1968 ·
1969 ·
1970 ·
1971 ·
1972 ·
1973 ·
1974 ·
1975 ·
1976 ·
1977 ·
1978 ·
1979 ·
1980 ·
1981 ·
1982 ·
1983 ·
1984 ·
1985 ·
1986 ·
1987 ·
1988 ·
1989 ·
1990 ·
1991 ·
1992 ·
1993 ·
1994 ·
1995 ·
1996 ·
1997 ·
1998 ·
1999 ·
2000 ·
2001 ·
2002 ·
2003 ·
2004 ·
2005 ·
2006 ·
2007 ·
2008 ·
2009 ·
2010 ·
2011 ·
2012 ·
2013 ·
2014 ·
2015 ·
2016 ·
2017 ·
2018 ·
2019
- Nederland
- Vlaanderen
- Verenigde Staten